# Sudan (tê giác)
Sudan (1973 – 19 tháng 3 năm 2018) là tên một cá thể tê giác trắng phương bắc (Ceratotherium simum cottoni) được nuôi nhốt tại Sở thú Dvůr Králové ở Cộng hòa Séc từ năm 1975 tới 2009, sau đó nó được chuyển tới Khu bảo tồn Ol Pejeta tại Laikipia, Kenya để sinh sống tới cuối đời. Tới thời điểm Sudan chết, nó là một trong ba cá thể tê giác trắng phương bắc còn sót lại trên thế giới, và là cá thể đực duy nhất còn lại của phân loài này. Ngày 19 tháng 3 năm 2018, Sudan được cho an tử sau một thời gian chịu đau đớn do các "biến chứng liên quan tới tuổi tác".

## Đầu đời
Tháng 2 năm 1975, khi mới hai tuổi, Sudan dính bẫy của một người thợ bẫy thú của Gánh xiếc Chipperfield tại Shambe, Sudan, cùng với năm con tê giác trắng phương bắc khác. Trong sáu con tê bị bắt, có hai con đực (Sudan và Saut) và bốn con cái (Nola, Nuri, Nadi và Nesari).
Thời điểm đó, số lượng cá thể đang sống trong môi trường hoang dã của phân loài tê giác trắng phương bắc ước tính khoảng 700 con. Đối với nhiều nhà môi trường học, để các loài vật sống trong môi trường tự nhiên là cách duy nhất có thể chấp nhận được trong công tác bảo tồn các phân loài động vật quý hiếm. Sở thú Dvůr Králové và đối tác của họ là Gánh xiếc Chipperfield bị nhiều chỉ trích khi đã đánh bẫy Sudan và các con tê khác. Sở thú này chuyên về các giống loài động vật châu Phi với bộ sưu tập động vật lớn nhất bên ngoài châu Phi.
Năm 1975 Sudan được gởi đến Sở thú Dvůr Králové (Cộng hòa Séc) cho chương trình trưng bày tê giác trắng phương bắc. Sở thú này là nơi duy nhất trên thế giới loài tê giác trắng phương bắc sinh sản thành công, với con cuối cùng được sinh vào năm 2000.
Tại đây, Sudan là cha của Nabire (con mẹ: Nasima, số theo dõi 0351), sinh ngày 15 tháng 11 năm 1983, đã chết vào tháng 7 năm 2015 tại Sở thú Dvůr Králové. Nó cũng là cha của Najin, được chuyển đến Khu bảo tồn Ol Pejeta cùng với Sudan năm 2009. Najin sinh năm 1989, con mẹ cũng là Nasima. Sudan đẻ ra một con khác ngoài Nabire và Najin. Sudan là ông của Fatu, con của Najin. Số theo dõi của Sudan là 0372.
Tháng 12 năm 2009, Sudan được chuyển từ Sở thú Dvůr Králové tới Khu bảo tồn Ol Pejeta cho chương trình nhân giống vật nuôi "Cơ hội tồn tại cuối cùng", cùng với ba con tê giác trắng phương bắc khác. Người ta hy vọng rằng môi trường sống hoang dã hơn tại Ol Pejeta sẽ tạo điều kiện thuận lợi hơn cho các con vật sinh sản.

## Những năm sau

Tê giác Sudan năm 2015

Khi tê giác Suni, một trong ba tê giác còn lại trong đợt vận chuyển đến Khu bảo tồn Ol Pejeta, chết vào năm 2014, Sudan sống những năm cuối cùng với con gái Najin và cháu gái Fatu. Tại khu bảo tồn này, tê giác trắng phương bắc được bảo vệ 24 giờ một ngày để tránh nạn bắt trộm mối đe dọa chính của chúng. Các phương pháp bảo vệ bao gồm cấy thiết bị truyền tín hiệu vào sừng tê, sử dụng tháp canh, tường chắn, thiết bị bay không người lái, vệ khuyển, và lực lượng cảnh vệ được đặc huấn.
Con đực còn lại trước đó là Angalifu, sống ở vườn thú San Diego Zoo Safari Park cùng với Nola đến ngày 14 tháng 12 năm 2014, khi nó chết. Angalifu đã quá tuổi sinh sản, nên khi đó tê giác Sudan là hy vọng duy nhất còn lại cho chương trình nhân giống. Tuy nhiện, mọi nỗ lực dành cho Sudan tại Khu bảo tồn Ol Pejeta đều không thành công.
Nhiều thử nghiệm vẫn đang tiếp diễn với phương pháp thụ tinh trong ống nghiệm từ trứng của Najin và Fatu và tinh trùng của Sudan, sau đó phôi nang sẽ được cấy vào một con tê giác trắng phương nam cái thích hợp.

### Qua đời
Cuối năm 2017, chân sau bên phải của tê giác Sudan bị nhiễm trùng. Mặc dù tình trạng của nó có khỏe hơn trong những tháng tiếp sau, trình trạng nhiễm trùng vẫn tái diễn, và, tháng 3 năm 2018, mặc dù đã có nhiều liệu pháp chuyên sâu tình trạng bệnh của nó rất đỗi nghiêm trọng. Ngày 19 tháng 3 năm 2018, Sudan được cho an tử, sau khi trải qua những "biến chứng liên quan tới tuổi tác". Vài tuần trước khi Sudan chết, Richard Vigne, giám đốc điều hành Khu bảo tồn Ol Pejeta, phát biểu "Về căn bản, Sudan qua nhiều năm đã quá già cỗi, việc nó ra đi cũng không ảnh hưởng tới khả năng tái tạo giống loài tê giác trắng phương bắc."

## Hỗ trợ
Tháng 2 năm 2015, Ol Pejeta phát động chiến dịch GoFundMe nhằm gây quỹ để nhân viên nơi đây bảo vệ loài tê giác. Tháng 5 năm 2015, sau khi liên hệ Ol Pejeta, doanh nhân người Pakistan tại Dubai là Hamid Hussain và Muhammad Yaqoob khởi động chiến dịch toàn cầu nhằm tạo sự quan tâm và kêu gọi mọi người đến Ol Pejeta để tăng nguồn kinh phí hỗ trợ thụ tinh trong ống nghiệm và các hình thức hỗ trợ sinh sản khác. Hai người đã mời gọi các nhân vật nổi tiếng đến viếng thăm Ol Pejeta. Các nhân vật nổi tiếng đến thăm Sudan có các diễn viên Nargis Fakhri, Khaled Abol Naga, và MC Phan Anh.
Năm 2017, Khu bảo tồn Ol Pejeta cùng với app Tinder và Ogilvy Châu Phi vận hành chiến dịch gây quỹ để tái tạo lại loài này. Họ tạo một tài khoản trên ứng dụng Tinder cho Sudan, con tê giác trắng phương bắc cuối cùng, và người dùng ứng dụng này có thể lắc về phía bên phải để ủng hộ tiền cho dự án này.

## Tôn vinh
Ngày 20 tháng 12 năm 2020, Google đã đổi doodle tượng trưng nhằm tôn vinh chú tê giác này.